# Arthur-Heinz Lehmann
Arthur-Heinz Lehmann (auch: Arthur Heinz Lehmann, Pseudonyme: A. H. Lester, Peter Sell) (* 17. Dezember 1909 in Leipzig; † 28. August 1956 in Bernau am Chiemsee) war ein deutscher Schriftsteller.

## Leben
Arthur-Heinz Lehmann nahm als Soldat am Zweiten Weltkrieg teil. Ab 1945 lebte er mit seiner Frau Steffi Lehmann als freier Schriftsteller in dem Tiroler Ort Eiberg bei Kufstein. Bis 1955 war er daneben Inhaber des in Kufstein ansässigen Schwingen-Verlags. Lehmann kam bei einem Verkehrsunfall auf der Fahrt zu einer Filmpremiere ums Leben.  
Arthur-Heinz Lehmann war Verfasser von Romanen, Erzählungen und
Kinderbüchern. Nach einigen unter Pseudonym veröffentlichten
Wildwestromanen schrieb er ab 1938 vor allem Pferdebücher. Sein erfolgreichstes Werk war der 1939 erschienene Roman Hengst Maestoso Austria, der 1956 von Hermann Kugelstadt verfilmt wurde. Drei von Lehmanns Büchern, darunter die Bände  Rauhbautz wird Soldat (1940) und Rauhbautz hilft mit siegen (1941), in denen die Kriegserlebnisse eines Armeepferdes geschildert werden, standen ab 1953 in der DDR auf der Liste der auszusondernden Literatur. 

## Werke
- Neue Streiche von Reineke Fuchs, Leipzig 1933
- „... aber die richtige Frau ist Isotta!“, Berlin 1935
- Al Mix ging unter die Banditen, Berlin 1935 (unter dem Namen Peter Sell)
- Die lebende Mumie, Berlin 1935 (unter dem Namen Peter Sell)
- Der tobende Hurrikan, Berlin 1935
- Al Mix: Die Ranch der Gangster, Berlin 1936 (unter dem Namen Peter Sell)
- Harter Kampf um Ehre und Recht, Berlin 1936 (unter dem Namen Peter Sell)
- Methusalem auf Rädern, Berlin 1937
- Der Teufel ist los in Klinkerton!, Berlin 1937 (unter dem Namen Peter Sell)
- Das Höchste ist ein Schnalzer, Celle 1938
- Die Piraten von Flundernheide, Dresden 1938
- Rauhbautz will auch leben!, Dresden 1938
- Schieß, Ranger, oder stirb!, Berlin 1938 (unter dem Namen A. H. Lester)
- Winke, Winke aus dem Handgelenke, Weimar 1938
- Blauer Dunst macht Weltgeschichte, Leipzig 1939
- Die edlen Lipizzaner und die Spanische Reitschule, Weimar 1939 (zusammen mit Franz Ackerl)
- Die geteilte Wohnung, Leipzig 1939
- Hengst Maestoso Austria, Dresden 1939
- Mensch, sei positiv dagegen!, Dresden 1939
- Wir sind ganz unter uns!, Berlin 1939
- Rauhbautz wird Soldat, Dresden 1940
- Unteroffiziere, Berlin 1940
- Rauhbautz hilft mit siegen!, Dresden 1941
- Die Roßheiligen, Brüssel 1943
- Die Unschuld zu Pferde, Dresden 1943
- Außenseiter, Wien 1948
- Campi, der Berghengst, Wien 1948
- Die Stute Deflorata, Celle 1948
- Der Narr im Mond, Klagenfurt 1949 (zusammen mit Hans Hömberg)
- Das Dorf der Pferde, Celle 1951
- Die ewige Herde, Berlin 1951
- Tierzirkus Pipino, Celle 1951
- Glück auf vier Beinen, Darmstadt 1953
- Die heiter-ernste Roßweisheit, Rosenheim [u. a.] 1954
- Der Herrgott der Pferde, Darmstadt 1956
- Herz am langen Zügel, Berlin 1958
- Maestoso Orasa, Berlin 1958
- Xaver und Weibi, Darmstadt 1961 (zusammen mit Steffi Lehmann)

## Herausgeberschaft
- Das Glück dieser Erde, Hamburg [u. a.] 1949
- Roß und Reiter und so weiter, Zürich 1959

## Übersetzungen
- Glenn Balch: King, der König der wilden Pferde, Celle 1949
- Glenn Balch: Olaf, Darmstadt 1955
- Glenn Balch: Schattenstreif, Darmstadt 1952
- Glenn Balch: Der Tigerschimmel, Celle 1950
- Dorothy Childs Hogner: Stormy, Celle 1950